# Liste de langues par première écriture attestée
Cet article recense les langues par première écriture attestée.

## Généralités

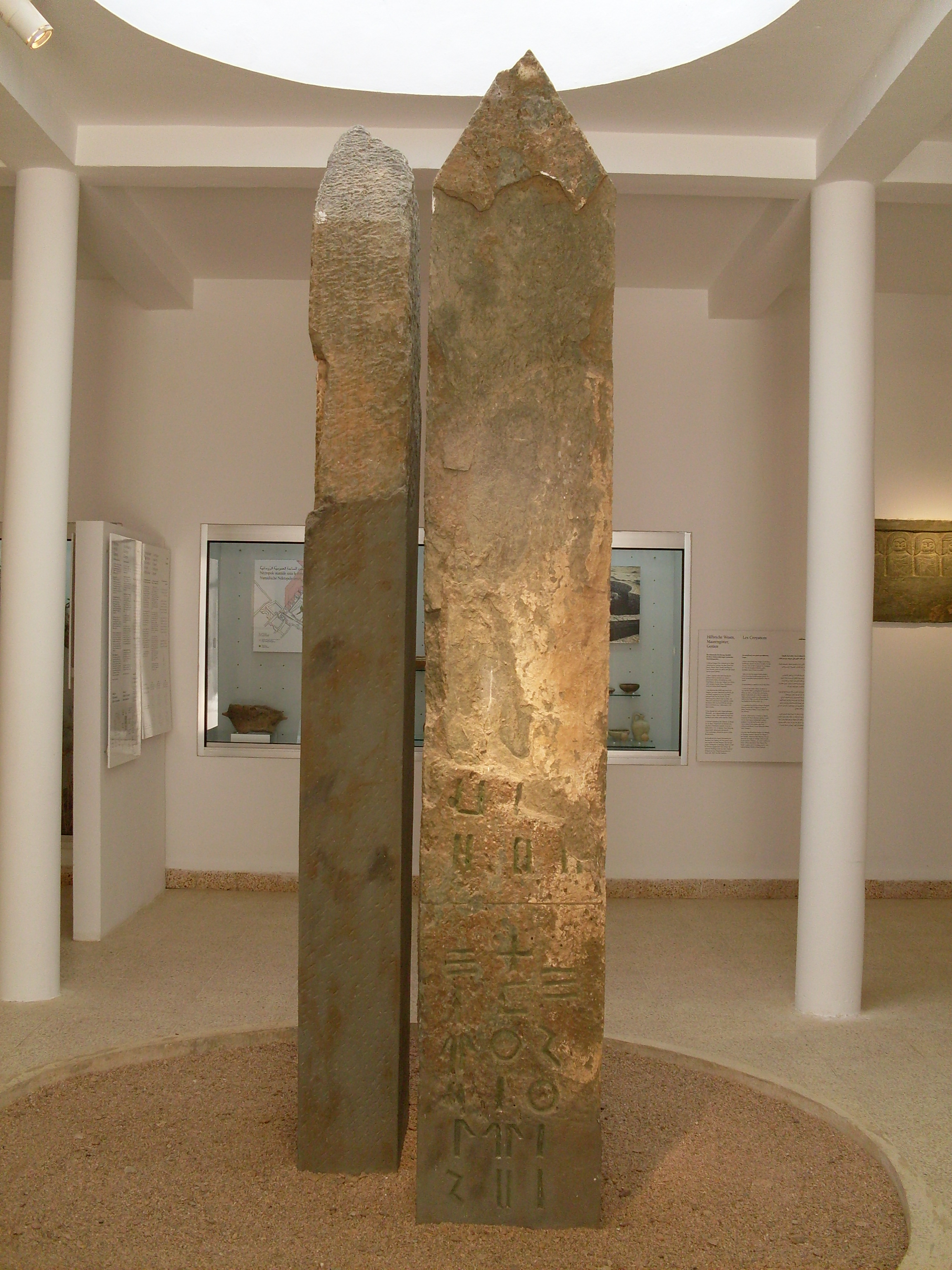
Le Tifinagh Berbère (ⵜⵉⴼⵉⵏⴰⵖ), obélisque numide au musée archéologique de Chemtou, Gouvernerat de Jendouba, Tunisie.

Les langues changeant graduellement, il est généralement impossible de déterminer un moment précis où une langue donnée commence à être parlée. Dans de nombreux cas, certaines formes d'une langue ont pu être parlées (ou même écrites) bien avant les plus anciens exemples connus. Une trace écrite peut rendre compte de l'état d'une langue correspondant à une époque antérieure — soit par tradition orale ou parce que cette trace est une copie d'un ancien manuscrit perdu. Typiquement, les traditions orales des épopées peuvent s'étendre sur plusieurs siècles et, dans quelques cas, sur plus d'un millénaire. L'exemple le plus extrême est le sanskrit védique du Rig-Véda : les parties les plus anciennes du texte pourraient dater d'environ 1700 av. J.-C. tandis que le plus ancien manuscrit connu date du XIe siècle, un intervalle de plus de 2 500 ans.
Pour les langues qui se sont développées à partir d'un prédécesseur connu, les dates mentionnées ici sont sujettes à une terminologie conventionnelle. Par exemple, l'ancien français s'est graduellement développé à partir du latin vulgaire et les serments de Strasbourg (842) sont ici le plus vieux texte qualifié d'« ancien français ». De même, le danois et le suédois se sont séparés du vieux norrois oriental au XIIe siècle, tandis que le norvégien s'est séparé du vieux norrois occidental vers 1300.

## Chronologie

### Avant leIermillénaireav. J.-C.

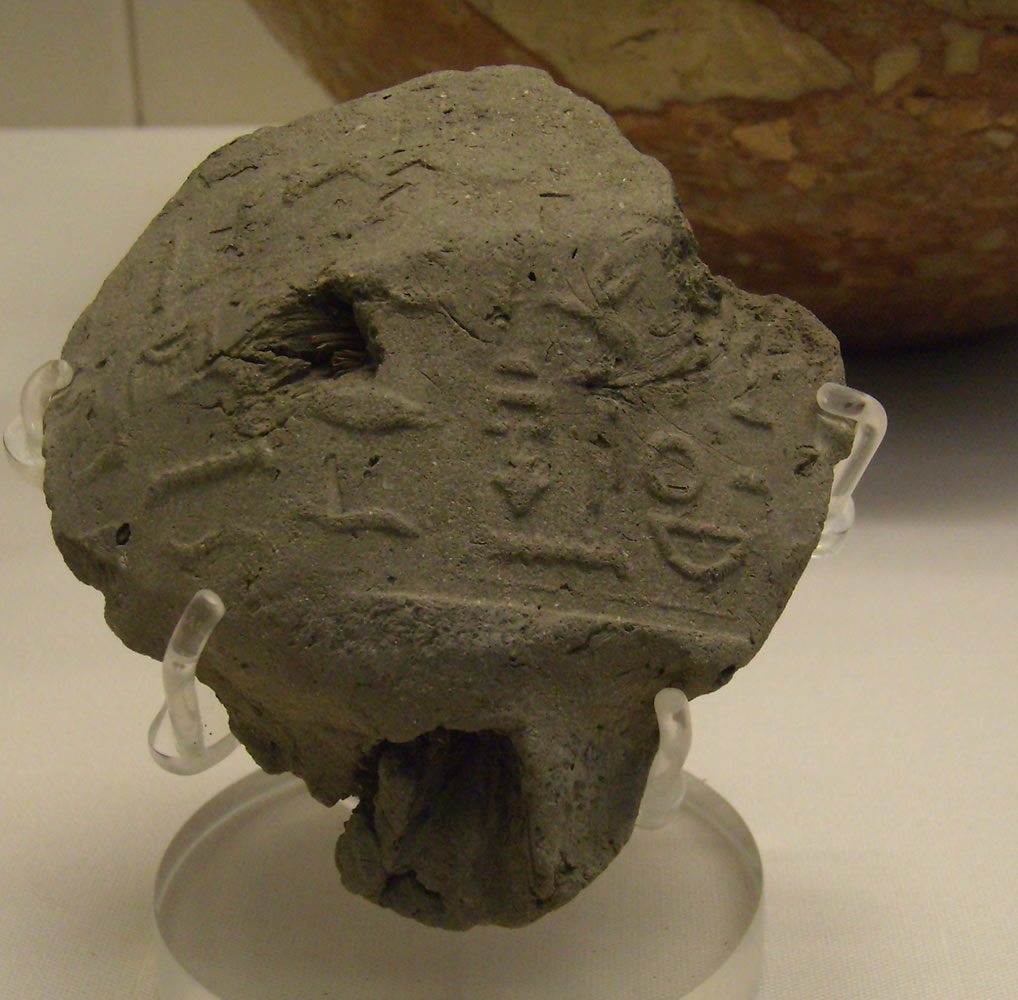
Sceau trouvé dans la tombe de Péribsen, support de la phrase la plus ancienne connue en égyptien ancien.

Un très petit nombre de langues sont attestées avant la fin de l'âge du bronze et le développement de l'alphabet : quelques isolats (sumérien, hourrite, hatti (langue) et élamite), les langues chamito-sémitiques (égyptien ancien et langues sémitiques), les langues indo-européennes (langues anatoliennes et mycénien) et les langues sino-tibétaines (chinois archaïque). Il existe plusieurs écritures non déchiffrées de l'âge du bronze, comme le proto-élamite et l'élamite linéaire, l'écriture de l'Indus, les hiéroglyphes crétois et le linéaire A, et le syllabaire chypro-minoen.
- Vers 2900 av. J.-C. : sumérien, période de Djemdet Nasr (cunéiforme)
- Vers 2700 av. J.-C. : égyptien ancien, hiéroglyphes de la tombe de Péribsen (IIe dynastie), Oumm el-Qa'ab ; inscriptions proto-hiéroglyphiques dès 3300 av. J.-C. (Naqada III, Abydos, palette de Narmer)
- Vers 2400 av. J.-C. : akkadien, une douzaine de textes pré-sargoniques de Mari et autres sites de Babylonie du nord[3] ; quelques noms propres sont attestés dans des textes sumériens de Shaduppum vers 2800 av. J.-C.[4] ; fragments de l'Etana à Shaduppum vers 2600 av. J.-C.[5]
- Vers 2400 av. J.-C. : éblaïte, Ebla
- Vers 2300 av. J.-C. : élamite[6], traité de paix d'Awan avec Naram-Sin
- Vers 2100 av. J.-C. : hourrite, inscription du temple de Tish-atal (en) à Urkesh[7]
- Vers 1650 av. J.-C. : hittite, divers textes et chroniques de palais en cunéiforme écrits pendant le règne de Hattushili Ier, provenant des archives de Hattusa
- Vers 1450 av. J.-C. : grec (mycénien), tablettes en linéaire B de Cnossos[8],[9],[10]
- Vers 1400 av. J.-C. : louvite, inscriptions monumentales en louvite hiéroglyphique (en), tablettes louvites cunéiformes dans les archives de Hattousa[11] ; des hiéroglyphes isolés sont présents sur des sceaux dès le XVIIIe siècle av. J.-C.[11]
- Vers 1400 av. J.-C. : hatti, textes hittites CTH 725–745
- Vers 1300 av. J.-C. : ougaritique, tablettes d'Ougarit[12]
- Vers 1200 av. J.-C. : chinois archaïque, os oraculaires et inscriptions de bronze du règne de Wu Ding[13],[14],[15]

### Iermillénaireav. J.-C.
Les plus anciennes inscriptions alphabétiques connues, à Sérabit el-Khadem (vers 1500 av. J.-C.), semblent noter une langue sémitique du Nord-Ouest, bien que seuls un ou deux aient été déchiffrés. À l'âge du fer, l'écriture alphabétique se diffuse dans le Proche-Orient et l'Europe du Sud. Avec l'émergence des écritures brahmiques, les langues en Inde sont attestés vers 300 av. J.-C. Les plus anciens exemples de l'écriture isthmique en Amérique centrale datent d'environ 500 av. J.-C., mais leur déchiffrement reste controversé.
- c. 1000 av. J.-C. : phénicien, épitaphe d'Ahiram
- Xe siècle av. J.-C. : araméen
- Xe siècle av. J.-C. : hébreu, calendrier de Gezer
- Vers 850 av. J.-C. : ammonite (en), inscription de Jabal al-Qal'a[17]
- Vers 840 av. J.-C. : moabite, stèle de Mesha
- Vers 800 av. J.-C. : phrygien
- Vers 800 av. J.-C. : nord-arabique (en)
- Vers 800 av. J.-C. : sudarabique
- Vers 700 av. J.-C. : étrusque, vase proto-corinthien trouvé à Tarquinia[18]
- VIIe siècle av. J.-C. : latin, inscription Vetusia et fibule de Préneste à Palestrina[19]
- Vers 600 av. J.-C. : ombrien
- Vers 600 av. J.-C. : nord-picène
- Vers 600 av. J.-C. : lépontique
- Vers 600 av. J.-C. : tartessien
- Vers 600 av. J.-C. : lydien[11]
- Vers 600 av. J.-C. : carien[11]
- Vers le VIe siècle av. J.-C. : thrace
- Vers le VIe siècle av. J.-C. : vénète
- Vers 500 av. J.-C. : vieux-perse, inscription de Behistun
- Vers 500 av. J.-C. : sud-picène
- Vers 500 av. J.-C. : messapien
- Vers 500 av. J.-C. : gaulois
- Vers 400 av. J.-C. : osque
- Vers 400 av. J.-C. : ibère
- Vers 300 av. J.-C. : méroïtique
- Vers 300 av. J.-C. : falisque
- Vers 275 av. J.-C. : volsque
- Vers 260 av. J.-C. : indo-aryen moyen (en) (prakrit), édits d'Ashoka[20],[21] (des inscriptions sur des poteries d'Anurâdhapura ont été datées d'environ 400 av. J.-C.[22],[23])
- Vers 202 av.  J.C. : libyque ou Libyco-Bérbere (dédicace d’un sanctuaire consacré à Massinissa – le prince numide . Mise au jour en 1904 sur le site de Dougga (nom actuel de l’antique Thugga, en Tunisie), elle se trouve aujourd’hui dans les réserves du musée du Bardo à Tunis.
- Vers 200 av. J.-C. : tamoul, inscriptions rupestres et tessons du Tamil Nadu[24],[25]
- Vers 200 av. J.-C. : galate
- Vers 130–170 av. J.-C. : parthe
- Vers 100 av. J.-C. : celtibère

### Iermillénaire
L'Antiquité tardive procure les premiers exemples de tradition manuscrite (par opposition à l'épigraphie). Par exemple, l'arménien classique est attesté pour la première fois dans une traduction de la Bible en arménien (en).
- Vers 150 : bactrien, inscription de Rabatak
- Vers 160 : proto-germanique/proto-norrois, inscriptions de Vimose (vers 100 av. J.-C. si l'inscription du casque de Negau est réellement du germanique)
- Vers 200 : cham
- 250-300 : maya (une courte inscription non-déchiffrée de San Bartolo date du IIIe siècle av. J.-C.)[26]
- Vers 300 : gotique, inscription runiques gotiques (en)
- Vers 300 : guèze, inscriptions d'Ezana
- 328 : arabe, inscription de Namara (en)
- IVe siècle : irlandais primitif (en), inscriptions ogham
- Vers 430 : géorgien, église géorgienne de Bethléem
- 434 : arménien, Bible arménienne (en) de Mesrop Machtots
- Vers 450 : kannada, inscription de Halmidi (en)[27]
- VIe siècle : langues germaniques occidentales :
  - Vers 510 : vieux néerlandais, loi salique
  - Vers 550 : vieux haut-allemand, boucle de Pforzen
  - Vers 650 : vieil anglais, bractéate d'Undley (en), coffret d'Auzon, broche de West Heslerton[28]
- Vers 575 : télougou, inscription d'Erragudipadu[27]
- 591 : coréen, stèle de Sinseong à Namsan[29]
- VIe siècle : langues tokhariennes, manuscrits de Dunhuang[30]
- Vers 540-600 : vieil irlandais, Luin oc elaib[31]
- Vers 600 : cornique, inscription rupestre de Phillack[32]
- Vers 600 : khmer
- Vers 600 : oudi, palimpseste M13 du mont Sinaï
- Vers 650 : tibétain, Annales et Chronique tibétaines
- Vers 683 : malais, inscription de Kedukan Bukit (en)
- Vers 700 : gallois, inscriptions de Tywyn
- 711-712 : japonais, Kojiki
- 732 : vieux-turc, inscriptions de l'Orkhon
- Vers 750 : vieux frison
- Vers 750 : persan
- Vers 750 : ancien français, les Glosses de Reichenau[33],[34]
- 769 : maïthili, Dohakosh par Saraha (en)
- 769 : angika, Dohakosh par Saraha (en)
- 769 : vieil hindi (en), Dohakosh par Saraha (en)
- Vers 800 : mozarabe
- Vers 800 : vieux norrois (runique)
- Vers 800 : vieux breton, Manuscrit de Leyde (texte en Latin avec quelques mots en vieux breton)
- 804 : javanais, début de l'inscription de Sukabumi[35]
- IXe siècle : malayalam, inscription de Rajasekhara sur le temple de Maha Siva de Vazhappally (en)[25]
- Vers 842 : ancien français, serments de Strasbourg
- Vers 862 : vieux-slave, littérature religieuse traduite par Cyrille et Méthode
- Vers 900 : oriya, Charyapada (en)
- Vers 900 : assamais, Charyapada (en)
- Vers 900 : bengali, Charyapada (en)
- Vers 900 : ancien occitan, Tomida femina
- Vers 959–974 : léonais, Nodicia de Kesos
- Vers 960–963 : italien, Placiti Cassinesi[36]
- 986 : khitan, mémorial à Yelü Yanning (en)

### 1000 à 1500
- 972–1093: slovène, manuscrits de Freising
- Vers 1000 : vieux russe
- c.1000 : balinais
- Vers 1000 : ossète
- 1000-1150 : pendjabi
- Vers 1000 : marathi[37]
- Vers 1000 : basque, aragonais et espagnol, Glosas Emilianenses
- Vers 1028 : catalan, Jurament Feudal[38]
- 1050 : moyen haut-allemand (par convention)
- 1066 : moyen anglais (par convention)
- 1080 : piémontais
- Vers 1100 : croate, stèle de Baška
- Vers 1100 : danois (par convention)
- Vers 1100 : suédois (par convention) ; la pierre de Rök est souvent citée comme début de la littérature suédoise
- 1113 : birman, inscription de Myazedi
- 1114 : nepalbhasha, manuscrit sur feuille de palmier d'Uku Bahah[39]
- 1150 : moyen néerlandais (par convention)
- 1189 : portugais et/ou galicien
- 1186-1190 : serbe, évangile de Miroslav
- 1189 : bosnien, charte de Kulin
- 1192 : hongrois, Sermon funéraire et prière (en) ; il existe des fragments isolés dans des chartes antérieures comme celle de Veszprém (vers 1000) et de Tihany (en) (1055)
- Vers 1200 : langues fenniques, lettre sur  écorce de bouleau n° 292 (en) (pour le finnois à proprement parler : Abckiria (en), 1543)
- Vers 1200–1230 : tchèque
- 1224–1225 : mongol, pierre de Genghis
- Vers 1250 : lombard occidental, Sirventés lombardesco de Sordel
- Vers 1270 : polonais, livre de Henryków
- 1272 : yiddish
- Vers 1292 : thaï
- XIIIe siècle : tigrigna, texte de lois découvert à Logosarda
- Vers 1300 : vieux norvégien
- Vers 1300 : batak
- Vers 1350 : vieux-prussien
- Vers 1350 : cachemiri
- Vers 1350 : langues oghouzes (dont l'azéri et le turc ottoman), Saiyid Imad-ad-din Nassimi
- 1372 : komi
- Vers 1440 : vietnamien, Quốc âm thi tập (en)[40] (des noms isolés en Chữ nôm datent du début du XIIIe siècle)
- 1462 : albanais, Formula e Pagëzimit, courte formule baptismale dans une lettre de l'archevêque Pal Engjëlli
- Vers 1470 : maltais, Il-Kantilena
- Années 1470 : anglais moderne naissant (par convention)
- 1485 : yi, inscription sur une cloche de bronze à Dafang, Guizhou[41]
- Vers 1500 : toulou[42]

### Après 1500
- 1521 : roumain, Lettre de Neacşu ; un manuel orthographique en cyrillique de Constantin Kostentschi datant de 1420 documente un usage écrit antérieur[43]. Quatre documents du XVIe siècle, Codicele Voronetean, Psaltirea Scheiana, Psaltirea Hurmuzachi et Psaltirea Voroneteana, sont vraisemblablement des copies d'originaux du XVe siècle[44].
- 1530 : letton
- 1535 : estonien
- 1539 : nahuatl classique (en), Breve y mas compendiosa doctrina cristiana en lengua mexicana y castellana (probablement le premier livre imprimé en Amérique ; aucune copie n'en est connue actuellement)[45]
- 1543 : finnois ; Abckiria (en) par Mikael Agricola
- 1547 : lituanien, Katekizmas par Martynas Mažvydas, premier livre imprimé en lituanien ; le plus ancien texte subsistant en lituanien est une prière manuscrite sur un bout de papier, datant d'entre 1503 et 1525
- Vers 1550 : néerlandais standard, Bible des États ; cette Bible est généralement perçue comme le début du néerlandais standard mais plusieurs expériences ont été réalisées vers 1550 en Flandre et dans le Brabant. Bien qu'aucune n'ait perduré, elles ont créé un semi-standard formant la base de la Bible des États.
- 1554 : huastèque, grammaire par Andrés de Olmos
- 1557 : kikongo, catéchisme[46]
- 1593 : tagalog, Doctrina Cristiana
- 1600 : bouguinais
- Vers 1650 : oubykh, abkhaze, adyguéen et mingrélien, Seyahatname (en) d'Evliya Çelebi
- 1639 : guarani, Tesoro de la lengua guaraní par Antonio Ruiz de Montoya
- 1652 : swahili, Hamziya[47]
- 1692 : iakoute
- 1693 : Arabe tunisien [48]
- Vers 1695 : seri, grammaire et vocabulaire compilés par Adamo Gilg ; probablement perdu[49]
- XVIIe siècle : Haoussa (date non connue avec précision) : Riwayar Annabi Musa par Abdallah Suka[50]
- 1760 : groenlandais, écrit en alphabet latin par Hans Egede
- 1770 : guugu yimithirr, mots compilés par l'équipage de James Cook
- 1806 : tswana, Sur la langue des Beetjuana par Heinrich Lictenstein ; première traduction complète de la Bible en 1857 par Robert Moffat
- 1814 : maori de Nouvelle-Zélande ; orthographe systématique en 1820 (Hongi Hika)
- 1819 : cherokee
- 1823 : xhosa ; Xhosa Reading sheet de John Bennie imprimée à Twali ; traduction complète de la Bible en 1859
- 1826 : aléoute, écrit en alphabet cyrillique (Ioann Veniaminov)
- Vers 1830 : vaï
- 1832 : kamilaroi, vocabulaire de base collecté par Thomas Mitchell[51]
- 1833 : sotho du Sud, écriture par les missionnaires français Eugène Casalis et Thomas Arbousset ; première grammaire en 1841, traduction complète de la Bible en 1881
- 1837 : zoulou, Incwadi Yokuqala Yabafundayo ; première grammaire en 1859, première Bible complète en 1883
- 1844 : afrikaans, lettres de Louis Henri Meurant publiées dans un journal du Cap oriental ; textes musulmans écrits en afrikaans à l'aide de l'alphabet arabe en 1856 ; règles d'orthographe publiées en 1874 ; Bible complète publiée en 1933
- 1870 : syllabaire inuktitut
- 1872 : venda ; première Bible complète en 1936
- Années 1880 : oromo, traductions de textes européens par Onesimos Nesib (en) ; préparation d'une Bible en oromo par Onesimos, avec l'aide d'Aster Ganno, publiée en 1893
- 1885 : dakelh, texte de la prison de Barkerville, pinceau sur planche, dans le syllabaire nouvellement créé pour cette langue ; bien que le premier texte par des locuteurs natifs date de 1885, le premier témoignage de cette langue est une liste de mots compilée par Alexander MacKenzie en 1793
- Vers 1900 : langues papoues
- Vers 1900 : autres langues austronésiennes
- 1903 : lingala (textes religieux de la Société missionnaire baptiste)
- 1968 : nrebele, livret publié contenant les louanges des rois et leur histoire ; traduction du Nouveau Testament en 1986, traduction de l'Ancien Testament en cours
- 1984 : gooniyandi

## Familles
Par familles de langues :
- Langues chamito-sémitiques :
  - XXVIIIe siècle av. J.-C. : égyptien
  - XXIVe siècle av. J.-C. : langues sémitiques (éblaïte, akkadien)
    - XVIe siècle av. J.-C. : langues sémitiques occidentales (en) (langues cananéennes)

  - XVIIe siècle : langues tchadiques (haoussa)

- Vers le XXe siècle av. J.-C. : langues hourrito-urartéennes

- Langues indo-européennes :
  - XIXe siècle av. J.-C. : anatolien
  - XVe – XIVe siècle av. J.-C. : grec
  - VIIe siècle av. J.-C. : italique
  - VIe siècle av. J.-C. : celtique
  - VIe siècle av. J.-C. : indo-iranien
  - IIe siècle : germanique
  - IXe siècle : balto-slave

- Langues sino-tibétaines :
  - Vers 1200 av. J.-C. : chinois archaïque
  - IXe siècle : langues tibéto-birmanes (tibétain)

- IIIe siècle av. J.-C. : langues dravidiennes
- IIIe siècle : langues austronésiennes
- IIIe siècle : langues mayas
- Ve siècle : langues kartvéliennes (géorgien)
- VIIe siècle : langues nakho-daghestaniennes (oudi)
- VIIe siècle : langues austroasiatiques (khmer)
- VIIIe siècle : langues turques (vieux-turc)
- VIIIe siècle : langues japoniques

- IXe siècle : langues nilo-sahariennes (ancien nubien)
- Xe siècle : basque
- Langues ouraliennes :
  - XIe siècle langues ougriennes (hongrois)
  - XIIIe siècle langues fenniques

- XIIIe siècle : langues mongoles
- XIIIe siècle : langues tai-kadai
- XVIe siècle : langues uto-aztèques
- XVIe siècle : quechua
- XVIe siècle : langues nigéro-congolaises
  - XVIe siècle : langues bantoues (kikongo)
- XVIIIe siècle : langues aborigènes d'Australie
- XIXe siècle : langues iroquoiennes
- XXe siècle : langues papoues